# Châu Nhất Vi
Châu Nhất Vi (tiếng Trung: 周一围, sinh ngày 24 tháng 8 năm 1982) hay Chu Nhất Vi là một diễn viên Trung Quốc người Thổ Gia.

## Tiểu sử
Châu Nhất Vi sinh ngày 24 tháng 8 năm 1982 tại thành phố Cát Thủ, Châu tự trị dân tộc Thổ Gia, dân tộc Miêu Tương Tây ở tỉnh Hồ Nam. Cha mẹ anh đều là quân nhân hoạt động trong lĩnh vực văn hóa nghệ thuật. Năm 1992, khi Chu Nhất Vi 10 tuổi, anh đã chuyển đến sống ở Bắc Kinh sau khi bố mẹ chuyển công tác đến đây. Trước kỳ thi đại học, anh nộp đơn vào Học viện Điện ảnh Bắc Kinh (Bắc Điện) và Học viện Hý kịch Trung ương (Trung Hý). Cuối cùng, anh đỗ vào khoa Biểu diễn của Bắc Điện. Sau khi tốt nghiệp, anh đã làm nhiều công việc khác nhau không liên quan đến ngành học của mình.
Mùa hè năm 2003, Châu Nhất Vi tham gia vào chương trình tuyển chọn "Kim Ưng Tân Tú" trên Đài Truyền hình vệ tinh Hồ Nam, nhưng anh đã rút lui trước trận chung kết. Sau đó, anh quay lại trường để làm Trợ giảng Đài từ cho Học viện Điện ảnh Bắc Kinh. Năm 2004, anh được khán giả chú ý khi nhận vai chính trong "Thâm lao đại ngục".
Từ lúc ra mắt làng giải trí Trung Quốc, Châu Nhất Vi chủ yếu phát triển theo hướng truyền hình, đảm nhận những vai diễn quan trọng trong nhiều bộ truyền hình, trong đó đảm nhận vai nam chính của tác phẩm Hải Nham và trở nên nổi tiếng, được mọi người gọi với cách gọi "Nham nam lang".

## Đời tư
Năm 2013, anh hẹn hò với Chu Đan - "nhất tỷ" của Đài truyền hình Chiết Giang và hiện đang làm MC của đài Hồ Nam, từ đó mà được biết đến nhiều hơn. Hai người kết hôn vào năm 2017.

## Phim

### Phim truyền hình
| Năm phát sóng | Tên phim                                                   | Tên phim                     | Vai diễn                  | Ghi chú                               |
| ------------- | ---------------------------------------------------------- | ---------------------------- | ------------------------- | ------------------------------------- |
| 2003          | Bôn nguyệt                                                 | 奔月                         | Thập hoàng tử             |                                       |
| 2006          | Giám giới hôn nhân                                         | 临界婚姻                     | Phạm Tử Khánh             |                                       |
| 2006          | Thẩm lao đại ngục                                          | 深牢大狱                     | Lưu Xuyên                 |                                       |
| 2007          | Điền tây vãng sự                                           | 滇西往事                     | Chương Tử Hùng            |                                       |
| 2007          | Mẹ kế chân tình vô hạn                                     | 真情无限之继母               | Lý Đại Vũ                 |                                       |
| 2007          | Cảm ơn anh đã từng yêu em                                  | 谢谢你曾经爱过我             | Hầu Chí Kiệt              |                                       |
| 2008          | Lâu vương chi mê                                           | 楼王之谜                     | Đồng Đồng                 |                                       |
| 2008          | Không Hạn Tử                                               | 空巷子                       | Trần Đại Minh             |                                       |
| 2008          | Danh môn kiếp                                              | 名门劫                       | Nhạn Chính Thanh          |                                       |
| 2009          | Băng kiếm                                                  | 冰剑                         | Bành Lực Hiên             |                                       |
| 2009          | Nhà tôi Động Đình tám trăm dặm                             | 八百里洞庭我的家             | La Tái Lai                |                                       |
| 2010          | Thương khung chi mão                                       | 苍穹之昴                     | Lương Văn Tú              |                                       |
| 2010          | Thiên sư Chung Quỳ chi Mỹ lệ truyền thuyết: Người cá si mê | 天師鍾馗之美麗傳說之人鱼痴恋 | Triệu Chính Phong         |                                       |
| 2010          | Điện thoại                                                 | 手机                         | Phong Chi Tử              |                                       |
| 2011          | Giang hồ ký án                                             | 江湖奇案                     | Ái Tân Giác La · Phổ Tuấn |                                       |
| 2011          | Trung Quốc 1921                                            | 中国1921                     | Thiệu Phiêu Bình          |                                       |
| 2011          | Khổng Tử xuân thu                                          | 孔子春秋                     | Tử Cống                   | Phát sóng Trung Hoa TV                |
| 2011          | Thịnh thế hoàng phi                                        | 倾世皇妃                     | Sài Vinh                  |                                       |
| 2011          | Nam nhân bang                                              | 男人帮                       | Nhiếp ảnh gia             | Khách mời                             |
| 2012          | Cuộc sống hạnh phúc của mọi người                          | 囧人的幸福生活               | Mã Tiểu Đông              |                                       |
| 2012          | Khuynh thành tuyệt luyến                                   | 倾城绝恋                     | Cát Nhĩ Đan               |                                       |
| 2012          | Trục lí của thời đại Tam Quốc                              | 妯娌的三国时代               | Đới Ninh                  |                                       |
| 2012          | Giống như huynh muội tay nắm tay                           | 像兄妹一样手拉手             | Giải Chính                |                                       |
| 2013          | Liệt diễm                                                  | 烈焰                         | Hình Đào                  |                                       |
| 2013          | Lang yên biển địa                                          | 狼烟遍地                     | Trung Sam Chính           |                                       |
| 2013          | Độc hữu anh hùng                                           | 独有英雄                     | Mã Ngọc Lang              |                                       |
| 2013          | Chuyện yêu đương                                           | 恋爱的那点事儿               | Đậu Nam                   |                                       |
| 2014          | Luật sư kim bài                                            | 金牌律师                     | Tô Đông                   |                                       |
| 2014          | Màu hồng                                                   | 红色                         | Thiết Lâm                 |                                       |
| 2014          | Độc gia phi lộ                                             | 独家披露                     | Chúc Ngũ Nhất             | Quay năm 2010                         |
| 2015          | Hương hỏa                                                  | 香火                         | Kim Kỳ Lân                | Tên cũ: Kỳ Lân cùng Quỳnh Hoa         |
| 2015          | Cuộc chiến của hai người phụ nữ                            | 两个女人的战争               | Phạm Thế Vĩ               |                                       |
| 2016          | Long khí                                                   | 龙器                         |                           | Khách mời                             |
| 2016          | Thiếu lâm vấn đạo                                          | 少林问道                     | Trình Vấn Đạo             |                                       |
| 2017          | Cửu châu · Hải thượng mục vân ký                           | 九州·海上牧云记              | Thạc Phong Hòa Diệp       |                                       |
| 2017          | Dũng giả thắng                                             | 勇者胜                       | Dương Phong Hỏa           |                                       |
| 2018          | Vũ động càn khôn chi Anh hùng xuất thiếu niên              | 武动乾坤之英雄出少年         | Châu Thông                |                                       |
| 2018          | Thời đại khởi nghiệp                                       | 创业时代                     | La Duy                    |                                       |
| 2018          | Thời gian tươi đẹp của anh và em                           | 你和我的倾城时光             | Lâm Mạc Thần              | Diễn xuất hữu tình                    |
| 2019          | Yêu em, người chữa lành vết thương cho anh                 | 愛上你，治癒我]]             | Frank                     |                                       |
| 2019          | Trường An 12 canh giờ                                      | 长安十二时辰                 | Long Ba                   |                                       |
| 2020          | Thế giới mới                                               | 新世界                       | Bác sĩ Cao                |                                       |
| 2020          | Cùng nhau                                                  | 在一起                       | Đàm Tùng Lâm              | Đơn nguyên《Điểm cong của sinh mệnh》 |
| 2020          | Đổi mặt                                                    | 焕脸                         | Phan Khải Văn             | Phim mạng                             |
| 2020          | Phong thanh                                                | 风声                         | Long Xuyên Phì Nguyên     |                                       |
| 2021          | Thượng dương phú                                           | 上阳赋                       | Tiêu Kỳ                   |                                       |
| Chờ phát sóng | Còn sống, yêu em rất nhiều                                 | 活着，好好爱我               | Lạc Dĩ Thành              |                                       |

### Điện ảnh
| Năm           | Tên tiếng Việt                     | Tên tiếng Trung      | Vai diễn        |
| ------------- | ---------------------------------- | -------------------- | --------------- |
| 2004          | Tùng lâm vô biên                   | 丛林无边             | Từ phó quan     |
| 2008          | Quốc cầu nữ hài                    | 国球女孩             | Tần Hải Binh    |
| 2010          | Viện điện ảnh người mù             | 盲人电影院           | Trần Ngữ        |
| 2011          | Kiến đảng vĩ nghiệp                | 建党伟业             | Đới Phong       |
| 2011          | Tương giang Bắc tẩu                | 湘江北去             | Hồ Thích        |
| 2011          | Quốc phụ Tôn Trung Sơn             | 国父孙中山           | Trần Huỳnh Minh |
| 2012          | Huyết tích tử                      | 血滴子               | Bố Khách        |
| 2013          | Trở về nơi tình yêu bắt đầu        | 回到爱开始的地方     | Trình Chí Viễn  |
| 2014          | Tú Xuân Đao                        | 绣春刀               | Đinh Tu         |
| 2016          | Tình yêu lẩu cay: Tình địch cả đời | 爱情麻辣烫之情定终身 | Cao Đông Hoa    |
| 2016          | Thiếu niên                         | 少年                 | Anh Thân        |
| 2016          | Xin chào, thằng điên!              | 你好，疯子!          | Lý Chính        |
| 2017          | Kiến quân đại nghiệp               | 建军大业             | Trần Phong      |
| 2017          | Giao châu truyện                   | 鲛珠传               | Quân vương      |
| 2018          | Tôi không phải thần dược           | 我不是药神           | Tào Bân         |
| 2019          | Giải phóng · Chung cục doanh cứu   | 解放·终局营救        | Thái Hưng Phúc  |
| Chờ phát sóng | Mặt tựa đào hoa                    | 面若桃花             |                 |
| Chờ phát sóng | Người yêu du côn                   | 痞子爱人             |                 |

### Chương trình giải trí
| Năm  | Tên tiếng Việt         | Tên tiếng Trung | Vai diễn                                     |
| ---- | ---------------------- | --------------- | -------------------------------------------- |
| 2018 | Tôi chính là diễn viên | 我就是演员      | Tập 2, trợ diễn cho Chương Tử Di và Đỗ Thuần |
| 2018 | Làm mới cố cung        | 上新了·故宫     |                                              |
|      |                        |                 |                                              |

## Giải thưởng
| Năm  | Đơn vị tổ chức                 | Tên giải thưởng                                  | Hạng mục                                             | Tác phẩm                           | Kết quả   |
| ---- | ------------------------------ | ------------------------------------------------ | ---------------------------------------------------- | ---------------------------------- | --------- |
| 1999 | Tinh Đảo Nhật Báo              | —                                                | Mẫu người đàn ông được độc giả yêu thích nhất        | —                                  | Đoạt giải |
| 2001 | Next Magazine                  | Giải thưởng Next TV                              | Nghệ sĩ triển vọng nhất                              | —                                  | Đoạt giải |
| 2003 | Đài truyền hình vệ tinh Hồ Nam | Cuộc thi Tân binh truyền hình "Kim Ưng Chi Tinh" | —                                                    | —                                  | Top 6     |
| 2004 | Next Magazine                  | Giải thưởng Next TV                              | Top 10 nghệ sĩ truyền hình                           | —                                  | Hạng 2    |
| 2004 | Next Magazine                  | Giải thưởng Next TV                              | Giải thưởng nghệ sĩ COOL                             | —                                  | Đoạt giải |
| 2005 | Đài phát thanh Tân Thành       | Lễ trao giải truyền hình Tân Thành Kình Bạo      | Diễn viên truyền hình bùng nổ                        | —                                  | Đoạt giải |
| 2007 | —                              | Nam vua tin tức truyền hình                      | Vua tin tức giải trí điểm chính của năm              | —                                  | Đoạt giải |
| 2008 | Truyền hình Nam Phuơng TVS     | Nam Phương Thịnh Điển                            | Nam diễn viên Hồng Kông Đài Loan được yêu thích nhất | "Sóng gió khách sạn" vai Cao Phong | Đoạt giải |